# عمر كردي
عمر محمد كردي (من مواليد 1939) شاعر ودبلوماسي سعودي سابق. شغل منصب سفير المملكة العربية السعودية في النمسا.

## النشأة
ولد في المدينة المنورة عام 1939. ينتمي إلى أسرة مرتبطة بالأدب، حيث كان جده عمر كردي الكوراني قاضيا للمدينة المنورة والمفتي الخاص فيها في مطلع القرن الماضي، وكان شاعرا معروفا أيضا وله ديوان شعري ليس له أثر في الحياة الأدبية اليوم.

## التعليم
تلقى تعليمه الابتدائي حتى الثانوي في المدينة ثم حصل على ليسانس الحقوق من جامعة القاهرة عام 1384هـ (1946).

## المسيرة العملية
تقلد العديد من المناصب الدبلوماسية كان آخرها سفيرا فوق العادة للمملكة لدى النمسا في 1418هـ (1997)، ومندوبا دائما للمملكة لدى منظمات الأمم المتحدة العامة في فيينا مثل الوكالة الدولية للطاقة الذرية والمنظمة الدولية للتنمية الصناعية واللجنة الدولية لمكافحة المخدرات والعقاقير المؤثرة، بالإضافة إلى ذلك عين سفيرا فوق العادة ومفوضا وقنصلا عاما غير مقيم للمملكة لدى جمهورية سلوفينيا.
عمل بعد تخرجه مستشارا قانونيا في وزارة البترول والثروة المعدنية حتى عام 1389هـ ، ثم التحق بوزارة الإعلام كمدير لإدارة الإنتاج الإذاعي في إذاعة جدة حتى عام 1369هـ (1976)، وأعد خلال هذه الفترة برامج للإذاعة منها البرنامج اليومي «مرحبا يا صباح». كما تولى منصب مدير الإدارة الاقتصادية الثنائية في وزارة الخارجية (76 ــ 1984) وعين بعدها قنصلا في سفارة المملكة لدى مصر.
تدرج في المراتب الدبلوماسية حتى رقي إلى مرتبة سفير عام 1415هـ ، وشارك خلال عمله في الوزارة في عضوية العديد من وفود المملكة ولجانها المشتركة مع دول مثل: المغرب، بريطانيا، بلجيكا، سويسرا، ألمانيا، كندا، الصين، وكوريا الجنوبية وذلك في الفترة من (78 ــ 1984). كما مثل المملكة ضمن وفودها في العديد من المؤتمرات الإسلامية بين عامي 77 ــ 1978، إضافة إلى قيامه بأعمال مندوب المملكة الدائم لدى جامعة الدولة العربية في القاهرة لفترة خلت بين تقاعد المندوب الدائم السابق طاهر رضوان وتعيين الاستاذ فؤاد متى مندوبا دائما للمملكة لدى جامعة الدول العربية في محرم 1415هـ (1994)، كما عين سفيرا فوق العادة لدى النمسا في 1418هـ (1997).

## الشعر
وبرغم مهماته الدبلوماسية المتعددة فإنه شاعر غزير الإنتاج وله أربعة دوادوين منها: (لمن يكن هواها) وصدر في 1986 عن دار الفيصل للتأليف والترجمة والنشر، (محبوبتي) وصدر في 1996 عن تهامة، ويقصد «محبوبتي» بالمدينة المنورة التي شهدت ميلاده وطفولته وأيام صباه، و(هذي حكاياك) والذي نشر سنة 2007، عن الدار المصرية اللبنانية. كما تمت طباعة ديوانه الرابع والأخير (الليالي وما طوته الليالي). وله العديد من الإسهامات الصحافية سواء في صورة مقالات، حيث كتب في صحيفة عكاظ في الفترة 1399 ــ 1401هـ ونشر قصائده الشعرية في معظم الصحف المحلية.

## الوفاة
رحل عمر كردي عن عمر يناهز 70 عاما، وووري جثمانه الثرى في البقيع في المدينة المنورة في يوم الجمعة 14 أغسطس 2009.